# جيس هيل
جيس هيل (بالإنجليزية: Jess Hill) هو لاعب كرة قاعدة وضابط أمريكي، ولد في 20 يناير 1907 في Yates, Missouri ‏ في الولايات المتحدة، وتوفي في 31 أغسطس 1993 في باسادينا في الولايات المتحدة بسبب مرض آلزهايمر.

## وصلات خارجية
- جيس هيل على موقعبيزبول رفرنس.كوم (الدوري الرئيسي) (الإنجليزية)